# Navatl nyelv
A navatl nyelv (gyakori köznyelvi nevén azték nyelv) az uto-azték nyelvcsalád déli ágába tartozó, Közép-Amerikában – főleg Mexikó területén – elszórtan beszélt, több változatban élő inkorporáló (avagy bekebelező) típusú indián nyelv. További elnevezései: náhuatl, náhua vagy náhoa, mexikói nyelv. Saját neve nāhuatl (kiejtéseⓘ), nāhuatlahtōlli, (IPA: [naːwatɬaʔˈtoːlːi]).  A navatl makronyelv, amelynek több mint 20 változata ismeretes; ezeket összesen körülbelül másfél millióan használják, túlnyomórészt kétnyelvűségben a spanyollal, bár van köztük néhány ezer egynyelvű beszélő is. A spanyol hódítás idején beszélt nyelvállapot szokásos elnevezése klasszikus azték nyelv; ez a mai dialektusok őse.
Mexikóban az i. e. 7. századig követhető vissza. Az aztékok a mai Közép-Mexikó nagy részét uralták a késő posztklasszikus korban. A hivatalos nyelvváltozat a Tenocstitlanban beszélt azték nyelv volt. A spanyol hódítás után latin betűs írást kezdtek használni, és a 16.-17. században felvirágzott a navatl irodalom, krónikák, nyelvtanok, költemények, kódexek, sőt közigazgatási dokumentumok is íródtak navatl nyelven. Ezt a nyelvváltozatot klasszikus navatl néven emlegetik, és az egyik legtöbbet tanulmányozott és dokumentált amerikai indián nyelv.
Ma szétszórt közösségekben beszélik, többnyire vidéken, illetve a tengerparton. Nem minden változata kölcsönösen érthető. A legelterjedtebb a huazték navatl, több mint egymillió beszélővel. A nyelvet erős spanyol behatás érte, és ez alól még a legeldugottabb falu sem kivétel. A klasszikus navatlhoz leginkább a Mexikó-völgyben beszélt nyelvjárások állnak a legközelebb. 2003-ban a navatl nyelvet és 63 más indián nyelvet elismerték nemzeti nyelvként, így azokon a területeken, ahol beszélik őket, egyenrangúak a spanyollal.
Morfológiáját bekebelezés és ragozás jellemzi. Az együttélés a többi közép-mexikói nyelvvel nem maradt hatás nélkül, így velük együtt a közép-amerikai nyelvterület része. A spanyol nyelv is számos jövevényszóval gazdagodott, amelyek leginkább közép-mexikói élőlényeket, illetve termékeket neveznek meg. A többi nyelv ezeket már a spanyolból vette át.

## Hangtan

### Fonémák

Az azték nyelv elterjedése Mexikóban

A navatl nyelv hangrendszere viszonylag egyszerűnek mondható: 4 (pár) magánhangzó- és 14 mássalhangzó-fonémával rendelkezik. A magánhangzók lehetnek hosszúak és rövidek, mint a magyarban: a, e, i, o, illetve ā, ē, ī, ō. (Az u nem magánhangzó-fonéma, hanem a [w] mássalhangzó jele.)
Mássalhangzói a következők: (IPA) [p, t, k, kw, ʔ, t͡s, t͡ʃ, tɬ, s, ʃ, m, n, j, w]. Ezek közül a ʔ hangszalagzárhang (egy rövid szünetet jelent két hang között), a [t͡s] magyar c, a [t͡ʃ] a magyar cs hanggal azonos; a [tɬ] zöngétlen oldal-zár-rés hang (affrikáta), csak a navatl nyelvben előforduló jellegzetes mássalhangzó: kiejtésekkor nyelvünket az l hang ejtésére állítjuk (a szájpadláshoz tapasztjuk), miközben megpróbálunk t hangot ejteni (hasonlít ahhoz, mint amikor a béka brekegését utánozzuk); az [s] magyar sz, az [ʃ] a magyar s-nek felel meg, az [m, n, j] azonos a magyar ejtéssel, a [w] olyan, mint az angol what szó w-je. Nyelvjárásokban előfordul még a [x] (zöngétlen veláris réshang). Teljesen hiányoznak a zöngés zárhangok [b, d, g], valamint az [ɾ] is csak spanyol jövevényszavakban fordul elő.
A hangsúly mindig az utolsó előtti szótagra esik.
A klasszikus navatl fonémái:
|                | Labiális | Alveoláris | Alveoláris | Palatális | Veláris     | Veláris | Glottális |
| Centrális      | Labiális | Laterális  | plain      | Palatális | Labializált |         | Glottális |
| -------------- | -------- | ---------- | ---------- | --------- | ----------- | ------- | --------- |
| Nazális        | m        | n          |            |           |             |         |           |
| Plozíva        | p        | t          |            |           | k           | kʷ      | ʔ         |
| Affrikáta      |          | ts         | tɬ         | tʃ        |             |         |           |
| Kontinuáns     |          | s          | l          | ʃ         |             |         | (h)*      |
| Félmagánhangzó |          |            |            | j         |             | w       |           |

|        | Elöl képzett | Elöl képzett | Középen képzett | Középen képzett | Hátul képzett | Hátul képzett |
| hosszú | rövid        | hosszú       | rövid           | hosszú          | rövid         |               |
| ------ | ------------ | ------------ | --------------- | --------------- | ------------- | ------------- |
| Zárt   | iː           | i            |                 |                 | oː            | o             |
| Közép  | eː           | e            |                 |                 | oː            | o             |
| Nyílt  |              |              | aː              | a               |               |               |

A glottális fonéma, melyet spanyol szóval saltillónak neveznek, csak magánhangzók után fordul elő. Sok modern nyelvjárásban [h]-vá változott, míg másokban maradt [ʔ].
Egyes nyelvjárásokban a /t͡ɬ/ /t/-vé változott, mint az isthmus, a mexicanero és a pipil nyelvekben. Néhány másik nyelvjárásban  /l/ helyettesíti, mint Pómaro és Michoacán környékén  Néhány nyelvjárásban a hangsúly zeneivé változott, mint az Oapan, Guerrero navatlé. Sok modern nyelvjárásban feltűntek a spanyol nyelvből átvett mássalhangzók: /b, d, ɡ, f/.
Egyes nyelvjárásokban elmosódott, néhány nyelvjárásból eltűnt a magánhangzók hosszúsága közötti különbség. Ezek közül egyesekben új magánhangzók jelentek meg. Erre példa a tetelcingo navatl (nhg):
|                       | Hosszú magánhangzók | Hosszú magánhangzók | Hosszú magánhangzók | Hosszú magánhangzók | Rövid magánhangzók | Rövid magánhangzók | Rövid magánhangzók | Rövid magánhangzók |
| Klasszikus nahuatl    | /iː/                | /eː/                | /aː/                | /oː/                | /i/                | /e/                | /a/                | /o/                |
| Tetelcingo nyelvjárás | /i/                 | /ʲe/                | /ɔ/                 | /u/                 | /ɪ/                | /e/                | /a/                | /o/                |

### Allofónok
A legtöbb nyelvváltozatban egyszerű az allofónia, vagyis az, hogy milyen hangokat milyen környezetben használnak. Sok nyelvjárásban a zöngés mássalhangzók zöngétlenednek a szavak végén vagy mássalhangzó-torlódásokban. Így a /j/ átalakul az /ʃ/ zöngétlen palato-alveoláris szibilánssá, a /w/ mássalhangzóból [h] zöngétlen glottális frikatíva vagy [ʍ] zöngétlen labializált veláris approximáns lesz, és az /l/ az [ɬ] zöngétlen alveoláris laterális frikatívává zöngétlenedik.
Egyes nyelvjárásokban a mássalhangzó-torlódásokban az első mássalhangzó majdnem mind [h]-vá alakul. Egyes nyelvjárásokban produktív leníció történik zöngétlen mássalhangzókon két magánhangzó között, amitől zöngésednek. A nazálisok hasonulnak az utánuk következő mássalhangzó képzési helye szerint. A [t͡ɬ] zöngétlen alveoláris laterális affrikáta /l/ után hasonul, és szintén /l/ lesz belőle.

### Fonotaktika
A fonotaktika csak egy-egy mássalhangzót enged meg a szótagok elején és végén, azaz a szótagszerkezet CVC, VC, CV vagy V lehet. Ez azt jelenti, hogy mássalhangzó-torlódás csak a szó-, illetve szótaghatárokon jöhet létre. Néhány morfémának van egy alternatív változata, amelyben egy i betoldása oldja fel a mássalhangzó-torlódást. Például az abszolutív személyjel két változata: a -tli mássalhangzók után és -tl magánhangzók után. Néhány nyelvjárásban egyes szavakból eltűntek magánhangzók, így hosszabb mássalhangzó-torlódások is keletkeztek. Néhány másikban a magánhangzók torlódhatnak, ami a hangsúly eltolódását és egyes magánhangzók meghosszabbodását okozza.

### Hangsúly
A legtöbb nyelvjárásban a szó utolsó előtti szótagja hangsúlyos. A Durango környékén beszélt mexicaneroban sok hangsúlytalan szótag eltűnt, így a hangsúly helye változó.

## Kiejtés és helyesírás
A navatl nyelv ma már a latin írást használja, a helyesírás azonban nem egységes, különösen a nagy számú nyelvváltozat miatt. A klasszikus nyelvben az egyes betűképeknek a következő hangok felelnek meg:

### Magánhangzók
- a, ā – magyar rövid á, illetve á;
- e, ē – magyar e, illetve hosszú zárt e;
- i, ī – magyar i, í;
- o, ō – magyar o, ó.

A magánhangzók hosszúságát nem mindig jelölik.

### Mássalhangzók
A magyar olvasattól eltérő betűk és betűcsoportok az alábbiak:
- c – e, i előtt magyar sz [s], máskor k;
- ch – magyar cs [t͡ʃ];
- cu (magánhangzó előtt), -uc (szótag végén) – a [kw] hangnak felel meg;
- h (szó és szótag végén) – hangszalagzár [ʔ];
- hu (magánhangzó előtt), -uh (szótag végén) – a [w] hangot jelöli;
- j (nyelvjárásokban) – mint a ch a technika szóban [x];
- qu (e, i előtt) – magyar k;
- tl – a [tɬ] hangnak felel meg;
- tz – magyar c [t͡s];
- x – magyar s [ʃ];
- y – magyar j [j];
- z – magyar sz [s].

A hosszú mássalhangzókat – a magyarhoz hasonlóan – a betű megkettőzésével jelölik (pl. tlahtolli [tɬaʔˈtolli] ’szó, nyelv’).

## Nyelvtan
Nyelvtipológiai szempontból poliszintetikus inkorporáló nyelv, ami lényegében olyan agglutináló nyelvet jelöl, amely a toldalékoláson kívül sokszor mondatrészeket, névmásokat, teljes mondatokat tömörít egy szóban. Például: nimitztlamaca „adok neked valamit” (elemeire bontva: ni-mitz-tla-maca, szó szerint: „én-neked-valami-adni”).

### A főnév és a melléknév
A főnevek kötelező elemei a szám (egyes vagy többes) és a birtoklás, amit a prefix helyzetű birtokos személyjel jelöl. A klasszikus navatl és a legtöbb nyelvjárás nem különböztet meg nemeket. Az élő és az élettelen főnevek megkülönböztetése a modern navatlban bizonytalanná vált, sok beszélő nem tesz különbséget ebből a szempontból. A Kelet-Huastecaban beszélt nyelvjárásban a többes szám jele különböző élő és élettelen főneveknél.
A főnevek -tl, -tli, -li, -in végződésűek lehetnek (pl. ocelotl „jaguár”, coatl „kígyó”, oquichtli „ember”, talli „alap”, tichin „nyúl”); ragozáskor a végződés el is maradhat. Klasszikusan többes száma csak az élőlényeket jelentő főneveknek van, az élettelenek megszámlálhatatlanok; jele -meh, -tin vagy -h (pl. oquichmeh vagy oquichtin, „emberek”), de emellett képezhetik a többes számot reduplikációval – a gyökérszótag megduplázásával – is (cocoah „kígyók”; vagy coyotl „vadkutya” és cocoyo „vadkutyák”). Néhány főnévnek több különböző többes száma is van.
A legtöbb változatban a nem birtokolt egyes számú főnévhez abszolutív személyjel járul, ez magánhangzók után -tl, l-től különböző mássalhangzók után -tli, és l után -li. A birtokolt főnevek birtokos személyjelüket elejükre kapják, és nem kapnak abszolutív személyjelet. Ez a személyjel jelöli a birtokos számát és személyét.
| Abszolutív főnév: /kal-li/ ház-ABSZOLUTÍV "ház" (klasszikus navatl) | Birtokolt főnév: /no-kal/ én-ház "házam" (klasszikus navatl) |

Birtokolt többes számú főnév: 
/no-kal-waːn/
én-ház-TÖBBES SZÁM
"házaim" (klasszikus navatl)
A megszólító esetet az -é rag jelzi (pl. Quetzalcoatlé „Ó, Tollas Kígyó!”). Ezen kívül több rag és jel is létezik. A melléknév előragként kapcsolódik a jelzett főnévhez (pl. tlil- fekete → tlilcoatl „fekete kígyó”).
A főnevek térbeli helyzetét névutók és ragok fejezik ki. Ezek nem fordulhatnak elő önállóan, csak főnevet vagy birtokos személyjelet követően. A legtöbb modern nyelvjárás elöljárószavakat is átvett a spanyolból, melyek részben kiszorítottak egyes névutókat.
| A viszonyító -pan névutó/rag használata birtokos személyjellel: no-pan én-ban/-ben/rajta "bennem/rajtam" (klasszikus navatl) iː-pan ő-ban/-ben/rajta "benne/rajta" (klasszikus navatl) iː-pan kal-li -ban/-ben/ ház-ABSOLUTIVE "házban" (klasszikus navatl) | Megelőző főnévi szótővel: kal-pan ház-ban "házban" (klasszikus navatl) |

Összetett névszók alkothatók névszók összetételével vagy névszó és ige vagy határozószó összetételével.

### A névmások
A személyes névmásoknak van önálló alanyi alakjuk, a ragozott alakjaik pedig az igéhez előragként kapcsolódnak. A Ø azt jelenti, hogy nincs külön esetrag (vagyis az ige önmagában, előrag nélkül harmadik személyű, mint a magyarban).
| Személy | Alanyeset (önálló) | Birtokos eset | Igei alanyrag | Tárgyeset |
| ------- | ------------------ | ------------- | ------------- | --------- |
| E/1     | nehhua'(tl)        | no-           | ni-           | nech-     |
| E/2     | tehhua'(tl)        | mo-           | ti-           | mitz-     |
| E/3     | yehhua'(tl)        | i-            | Ø             | c-/qui-   |
| T/1     | tehhuan'(tin)      | to-           | ti-…-h        | tech-     |
| T/2     | amehhuan'(tin)     | amo-          | an-…-h        | anmech-   |
| T/3     | yehhuan'(tin)      | in-/i-        | Ø             | quim-     |

Példák: noyollo „szívem”, tocal „házunk”, tinechitta „te látsz engem” (szó szerint: „te-engem-látni”), nimitzitta én látlak téged („én-téged-látni”).
A legtöbb nyelvjárás három személyt különböztet meg, egyes és többes számban. Az isthmus-mecayapan nyelvjárásban azonban van külön beleértő és bele nem értő mi is.
| Többes számú első személyű személyes névmás a klasszikus navatlban: tehwaːntin "mi" | Többes számú első személyű személyes névmások az isthmus-mecayapan navatlban: nejamēn ([nehameːn]) "mi, nélküled" (= én & ő/ők) tejamēn ([tehameːn]) "mi, veled együtt" (= én & te (& ő/ők)) |

Gyakoribb a tiszteletbeli forma, melynek második és harmadik személye van, de első nincs.
| Nem tiszteletbeli alakok: tehwaːtl "te" amehwaːntin "ti" yehwatl "ő" | Tiszteletbeli alakok: tehwaːtzin "ön" amehwaːntzitzin "önök" yehwaːtzin "ő (tiszteletbeli)" |

A mutatónévmások az inin „ez”, inon „az”. A kérdő névmások az aquin(tin) „ki?”, tlein „mi?”, a vonatkozó névmás pedig az in „aki, ami, amely”.

### A számnevek
A számok húszas számrendszerre épülnek, és 4×5-ös csoportokban követik egymást, aminek eredete az ujjakon való számolásra vezethető vissza. A tőszámnevek 1-től 10-ig: 1 ce, 2 ome, 3 ei, 4 nahui, 5 macuilli vagy chicua, 6 chicuace 7 chicome, 8 chicuei, 9 chiucnahui, 10 mahtlactli; 11-től 20-ig: 11 mahtlactli once, 12 mahtlactli omome stb., 15 caxtolli, 16 caxtolli once, 17 caxtolli omome stb., 20 cempohualli; ezután pedig 20 többszöröseinként folytatódnak 400-ig, majd 400 többszöröseiként 8000-ig, és annak többszöröseivel tovább. A köztes számok képzése az ipan „és, meg” kötőszóval történik. Például 2000 = nauhtzontli ipan centzontli (szó szerint: „4×400 + 1×400”).

### Az igék
A navatl igeragozás összetett. A ragozott ige tőből, prefixumokból és szuffixumokból áll. Prefixumok jelölik az alany személyét, a tárgy számát és személyét. Szuffixumok jelölik az időt, az aspektust, a módot és az alany számát.
A legtöbb navatl nyelvjárásban három idő (jelen, múlt, jövő) és két aspektus (befejezett és folyamatos) található. Néhány nyelvjárásban használnak progresszív vagy szokásos aspektust is. A módok közül mindenütt megtalálható a kijelentő és a felszólító, néhány nyelvjárás ismer feltételes, illetve tiltó módot is.
A legtöbb nyelvjárásban több mód is van arra, hogy megváltoztassák az igék vonzatait. A klasszikus navatl szenvedő ige nincs jelen a legtöbb modern nyelvjárásban. Ezzel szemben találhatók applikatív és műveltető szerkezetek sok modern nyelvjárásban. Sok változatban igetövek összetételével összetett igék alkothatók.
A következő igealaknak két töve van, műveltető és két tárgya van, egy irány- és egy eredménytárgy:
ni-kin-tla-kwa-ltiː-s-neki
Én-őket-valamit-eszik-MŰVELTETŐ-JÖVŐ-want
"Szeretném megetetni őket" (Klasszikus navatl)
Egyes navatl változatok, köztük a klasszikus navatl, az igeragozással tudják jelezni, hogy a mozgás a beszélő felé vagy tőle elfelé halad. Egyes igéknek speciális alakjaik vannak, melyek mutatják a célt és az irányt, ezzel komplex leírást adva. Példák:  "megy, csinálja és visszajön"; "menet közben csinálja"; "megérkezéskor csinálja" vagy "körülhaladva csinálja".
A klasszikus navatl és sok modern nyelvjárás tiszteletbeli alakokkal is bír, amivel kifejezhető udvariasság az említett személyek és dolgok iránt.
| Nem tiszteletbeli alak: ti-mo-tlaːlo-a te-magadat-fut-JELEN "futsz" (klasszikus navatl) | Tiszteletbeli alak: ti-mo-tlaːlo-tsino-a te-magadat-fut-TISZTELETBELI-JELEN "Ön fut" (klasszikus navatl) |

### Reduplikáció
A navatl sok változatában a reduplikáció produktív. A gyök első szótagjának megduplázásával új szó jön létre. Főnevek esetén ez gyakran a többes számot képezi, például /tlaːkatl/ "férfi" → /tlaːtlaːkah/ "férfiak". Előfordulhat kicsinyítő, tiszteletbeli használat, vagy szóképzés is. Igék esetén gyakran ismétlést jelöl, például a tezcoco navatlban: 
/wetsi/ "elesik"
/we:-wetsi/ "többször elesik"
/weʔ-wetsi-ʔ/ "többen elesnek"

### A mondat
A mondat szórendje szabad,  a három alapvető mondatrész bármilyen sorrendben mondatot alkothat. Mellőzhető a névmási alany és bizonyos más névmások, melyekre következtetni lehet az állítmányból. A legtöbb változatban az önálló névmásokat csak nyomatékosítás céljából teszik ki. Egyes kifejezések megszakíthatók.
Michel Laune amellett érvel, hogy a klasszikus navatl alapszórendje az állítmánnyal kezdődött, de ezt szabadon át lehetett variálni különböző pragmatikai jelentések kifejezésére, mint a fókusz és a topik. Egyes modern nyelvjárásokkal kapcsolatban is fenntartja ezeket az állításokat.
newal no-nobia
Én enyém-menyasszony
"Az én menyasszonyom" (és nem valaki másé) (michoacán navatl)
Vannak érvek amellett, hogy a navatl mondattan legfontosabb jellemzője az, hogy bármely ige vagy névszó megállja a helyét mondatként is. Ez a nyelv mondattani tipológiájának radikális értelmezése, mely segít értelmet tulajdonítani bizonyos jelenségeknek; például annak, hogy miért kapnak egyeztető prefixeket a névszók és igék, vagy hogy a predikátumok megállják a helyüket bővítmények nélkül. Például a tzahtzi ige azt jelenti, hogy kiabál, és a második személyű prefixszel alkotott titzahtzi alak azt jelenti, hogy kiabálsz. A főneveket hasonlóan ragozzák; például a "conētl" nemcsak azt jelenti, hogy gyerek, hanem azt is, hogy valaki gyerek; és a ticonētl azt, hogy gyerek vagy. Ez megalapozza a fenti, omnipredikatívnak nevezett értelmezést. Eszerint például a 'tzahtzi in conētl mondat szó szerinti értelmezése nem az, hogy egy gyerek kiabál; hanem az, hogy: valaki, aki gyerek, kiabál.

## Kapcsolat más nyelvekkel
A navatl évszázadokat töltött a spanyollal együtt, köztük az utóbbiakat alacsonyabb rangban, kisebbségként. A magasabb presztízsű spanyol nyelv számos hatással volt a navatlra, a kölcsönszavakon túl új nyelvtani szerkezetek és nyelvtani kategóriák alakultak ki.
Például sok modern nyelvjárásban használhak ehhez hasonló szerkezeteket (spanyol jövevényszavak félkövérrel):
pero āmo tēchentenderoah lo que tlen tictoah en mexicano
De nem ők-minket-megért-TÖBBES SZÁM azt, amit mi-azt-mond -ul nahvatl
"De ők nem értik meg, amit mi navatlul mondunk." (malinche navatl)
Egyes modern nyelvjárások szórendje kötött alany-állítmány-többi szórendűvé vált. Továbbá átveszik a spanyol elöljárószókat, illetve átértelmezik a névutóikat és egyes ragokat elöljárószavakká. A következő példa a michoacán navatlból származik:
ti-ya ti-k-wika ka tel
te-fogsz te-azt-visz vele te
"el fogod vinni magaddal?" (Michoacán Nahual)
Ahol a -ka névutó elöljárószóként szerepel. A mexicanero navatlban a  -pin névutó elöljárószóként szerepel, továbbá a példában megjelenik a porque kötőszó is, ami a spanyolból van átvéve:
amo wel kalaki-yá pin kal porke ȼakwa-tiká im pwerta
nem tud ő-belép-MÚLT IDŐ -ba ház mert az-zárva-volt az ajtó
"Nem tudott belépni a házba, mert az ajtó zárva volt" (mexicanero navatl)
Több nyelvjárás alaktana annyira leegyszerűsödött, hogy már nem tekintik poliszintetikusnak őket.

## Szókincs
A spanyol nyelv sok szót átvett a navatl nyelvből, melyek nagyrészt a helyi környezetre vonatkoznak. Vannak köztük, melyek maradtak a mexikói spanyol nyelvben, de sokuk átkerült a spanyol köznyelvbe is, onnan pedig világszerte elterjedt. Erre példa a csokoládé és az avokádó.
Például az angol nyelvben a chocolate és a tomato (tomatl) kétségtelenül navatl eredetű. További ismert szavak a coyote (coyotl), az avocado (ahuacatl), chile vagy chili (chilli). Szintén navatl eredetű a chicle (tzictli, ragadós anyag, gumi) is. További példák: Aztec (aztecatl), cacao (cacahuatl, héj), ocelot (ocelotl).
Mexikóban számos kifejezés mutatja a spanyol és a navatl nyelv közeli kapcsolatát. Egész szótárra való mexikanizmusról mutatták ki a navatl származást. Sok jól ismert helynév szintén navatl eredetű, mint például Mexico (az azték főváros, mexihco után) vagy Guatemala (a cuauhtēmallan szóból).

## Írás

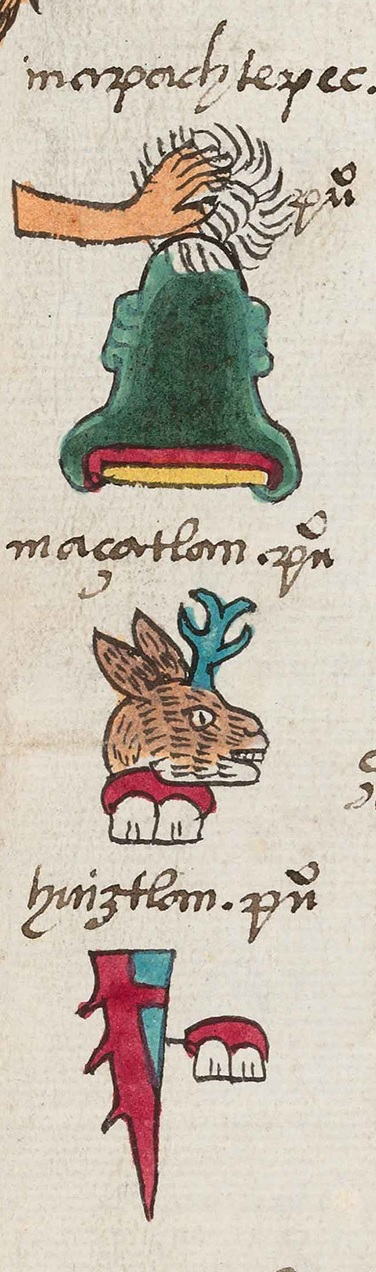
A Mapachtepec ("Mosómedve hegy"), Mazatlan ("Szarvas hely") és Huitztlan („Mennydörgés hely”) helynevek azték írással a Mendoza kódexből

Az azték írást nem tekintik olyan fejlett rendszernek, mint a maját, mivel nem mutatja a nyelv teljes szókincsét úgy, mint az, vagy az óvilági nyelvek. Még a szépen festett kódexek is inkább emlékeztetők voltak, bennük csillagászati, származási táblázatokkal vagy történelmi témájú leírásokkal. Az írás háromfajta jelet tartalmazott: mnemonikok, melyek nem szó szerint rögzítettek információt; logogramok egész szavakhoz; hanginformációt rögzítő logogramok. Alfonso Lacadena epigráfus amellett érvelt, hogy nem sokkal a spanyol hódítás előtt Tetzcocóban írnokok egy iskolája egy teljes szótagírást fejlesztett ki, ami a maja íráshoz hasonlóan adta vissza a beszélt nyelvet. Ezt több más epigráfus megkérdőjelezte, azt állítva, hogy habár a gyarmatosítás korai szakaszából fennmaradt írásokban fellelhető a szótagszerkezet, az helyi újítás lehet spanyol hatásra.
A spanyolok bevezették a latin betűs írást, melyet nagy szövegkészlet feljegyzésére használtak, közigazgatási iratok, irodalmi szövegek, levelek keletkeztek nagy számban. Néhány évtized alatt a latin betűk kiszorították a képírást. Nem alkottak egységes helyesírást, és nem egyeztek meg a szerzők abban, hogyan reprezentálják a spanyol nyelvből hiányzó hangokat, mint például a hosszú magánhangzók. A legpontosabb reprezentációt Horacio Carochi jezsuita szerzetes alkotta meg, rendtársa,  Antonio del Rincon meglátásai alapján. A hosszú magánhangzókat felülvonással, a saltillo hangot gravis jellel, és néha a rövid magánhangzókat acute jellel. A jezsuitákon kívül azonban nem terjedt el a használata.
A 20. századi nyelvi kutatások újra felszínre hozták az egységes helyesírás kérdését. A nyelvészek minden fonémát jelölni akartak. A nyelv átírására több javaslat született, több az Americanist transcription rendszerével. Az Instituto Nacional de Lenguas Indígenas 2004-es nyilatkozata felélesztette ezeket a törekvéseket, azonban azóta sem sikerült egységes helyesírást kidolgozni a navatl nyelv számára. A nyelvjárási különbségeken túl még a következő kérdésekre kell választ adni:
- Alkalmazkodás a spanyol helyesíráshoz: /k/ jelölésére c és qu, /kʷ/ jele cu és uc, /s/ írására c és z, vagy s, továbbá a /w/ hangot hu és uh, vagy u reprezentálja.[38]
- A saltillo fonéma helyesírása, ami nyelvjárástól függően [ʔ] vagy [h]), így írásmódja j, h, ' (aposztróf) vagy ékezet az előtte álló magánhangzón, ami azonban gyakran lemarad.[38]
- A magánhangzók hosszúságának jelölése, felülvonással vagy a betűk duplázásával.[38]

### Stílusjegyek
Az aztékok a nyelv legalább két különböző társadalmi rétegét különböztették meg: a köznyelvet (macehuallahtolli) és a nemes nyelvet (tecpillahtolli), melynek külön retorikai stílusa van. Mivel inkább csak a nemesség tanult írni, azért a fennmaradt szövegek nagyobb része ebből a regiszterből van. Jellemzője a párhuzamosság, ahol a beszélő párhuzamos mondatokba rendezi mondandóját. Például:
ye maca timiquican
„Lehet, hogy nem halunk meg”
ye maca tipolihuican
„Lehet, hogy nem veszünk el”
Egy másik fajta párhuzamosság a nyelvészetben difrasismo, ami azt jelenti, hogy a kettő együtt ad egy metaforikus jelentést. A klasszikus navatl gazdag ilyen metaforákban, melyek közül sokat kifejtett Sahagún a Florentine kódexben és Andrés de Olmos az Arte című könyvben.
in xochitl, in cuicatl
„A virág, az ének” – jelentése „költészet”
in cuitlapilli, in atlapalli
„a farok, a szárny” – jelentése „közemberek”
in toptli, in petlacalli
„a mellkas, a doboz” – jelentése „valami titkos dolog”
in yollohtli, in eztli
„a szív, a vér” – jelentése „kakaó”
in iztlactli, in tencualactli
"a badarság, a köpés" – jelentése "hazugság"

## Nyelvi példák

### Szövegminta
Részlet az azték nyelvű Wikipédia azték nyelvről szóló cikkéből:
Nāhuatlahtōlli, inīn tlahtōlli cuza occēquintin zāzocāmpa, ipanin tlālmantli Mēxihco. Ocuache cualli, matic-quīlōhua campa motlahtōa, īhuān quēnin motlahtoa, tlācahmo, zan tichpolohuaz īhuān ahmo ticzaluzqueh cualli. Inīn tlahtōlli otichmotetelehqueh totahtzitzihuan, tocultzitzihuan, tocihtzin, topihtuncihtzin, tonahpacitzin. Achtocāyōtl cāc oc oacic caxtillantlācah, huehuēyi tlācatzitzintin motlahtōltiaya īhuān mochāntiliaya huēyitlāltin, huēyitlālmantin. Inīn tlācatzitzintin tocultzitzihuan, Ohuālhuilmicaqueh occē tlālli huehcatlālli īhuān nicān motlālilihque ipanin totlāl Mēxihco. Ahmo momati quēxquich tlācatzitzintin mochāntiliaya zāzocāmpa, īhuān nuyohqui ahmo momati quēnin motlahtōltiaya, āxcān yeh occētic motlahtoa.